# Coaltar

Coaltar är en ort i södra Ghana. Den är huvudort för distriktet Ayensuano, och folkmängden uppgick till 2 387 invånare vid folkräkningen 2010.